# Agromyza luteifrons
Agromyza luteifrons är en tvåvingeart som beskrevs av Gabriel Strobl 1906. Agromyza luteifrons ingår i släktet Agromyza och familjen minerarflugor.
Artens utbredningsområde är Spanien. Inga underarter finns listade i Catalogue of Life.